# Empis leptogastra
Empis leptogastra är en tvåvingeart som beskrevs av Friedrich Hermann Loew 1863. Empis leptogastra ingår i släktet Empis och familjen dansflugor.
Artens utbredningsområde är North Carolina. Inga underarter finns listade i Catalogue of Life.